# Кошкін Костянтин Гаврилович
Костянтин Гаврилович Кошкін (рос. Константин Гаврилович Кошкин; 13 листопада 1912, Пушкіно — 31 грудня 1993, Мамонтовка) — радянський скульптор; член Спілки художників СРСР з 1951 року і Спілки радянських художників України. Чоловік скульпторки Ольги Мінькової.

## Біографія
Народився 13 листопада 1912 року в селі Пушкіно (нині місто Московської області, Росія). Протягом 1936—1938 років навчався у Московському художньому училищі імені 1905 року. Брав участь у німецько-радянській війні. Служив у 141-й стрілецькій дивізії. У складі розвідроти воював на Українському та Західному фронтах. Був членом КПРС.
1948 року закінчив Московський інститут прикладного та декоративного мистецтва, де навчався у Бориса Яковлева, Бориса Ланге, Сергія Альошина, Володимира Дерунова, Олександра Соловйова.
1950 року направлений до Киргизької РСР для участі в скульптурному оформленні нового театру опери та балету в місті Фрунзе. З 1959 року мешкав в Криму, протягом 1965—1976 років — у Севастополі, де проживав у будинку на вулиці Лізи Чайкіної, № 37.
1976 року переїхав у Підмосков'я, у Мамонтовку, де мешкав в будинку на вулиці Кузнецький міст, № 32. Помер у Мамотовці 31 грудня 1993 року, де і похований на місцевому цвинтарі.

## Творчість
Працював в галузях станкової та монументальної скульптури. Використовував дерево, граніт, бетон, інкерманський камінь, мармур, бронзу, алюміній та інші матеріали. Серед робіт:
станкова скульптура
- портрет двічі Героя Соціалістичної Праці Алля Анарова (1954);
- «Михайло Фрунзе» (1957);
- «Герой Радянського Союзу Ю. Смирнов (на останньому допиті)» (1950—1958);
- портрет командуючого партизанським рухом у Криму в роки громадянської і німецько-радянської війни Олексія Мокроусова (1960);
- портрет письменника Сергія Сергєєва-Ценського[4];
- портрет лейтенанта Петра Шмідта[4];
- композиція «Очаківці»[4];
- портрет Героя Радянського Союзу, учасника штурму Сапун-гори Івана Карповича Яцуненка (1986; Музей героїчної оборони та визволення Севастополя)[4];

монументальні роботи
- пам'ятник загиблим в роки громадянської і німецько-радянської війни в селі Октябрському Первомайського району Кримської області (1966).
- погруддя Василя Блюхера у Севастополі на вулиці Маршала Блюхера (1973, разом з Ольгою Міньковою; 44°34′57.73″ пн. ш. 33°26′14.18″ сх. д. / 44.5827028° пн. ш. 33.4372722° сх. д.)[4];
- надгробок на могилі Олексія Мокроусова у Сімферополі[1];
- пам'ятник Володимиру Леніну у Гурзуфі[1];
- погруддя двічі Героя Радянського Союзу генерал-лейтенанта Василя Глазунова у Колишлеї[1];
- пам'ятник генерал-майору авіації Миколі Острякову у Севастополі[1];
- пам'ятник Павлу Нахімову у селі Нахімовому[1];
- пам'ятник на братській могилі у селі Красний Мак[1];
- фігура солдата-ветерана з піонером в місті Кургані[1];
- погруддя Героя Радянського Союзу Чолпонбая Тулебердієва у Киргизстані[1];
- погруддя двічі Героя Радянського Союзу генерал-майора Василя Архипова у селі Кузнецьку Челябінської області[1].

У 1961 році спільно з Ольгою Міньковою створив гіпсове погруддя першого космонавта Юрія Гагаріна, яке встановили в Сімферополі вже 16 квітня 1961 року, через чотири дні після польоту. Наступного року скульптор зустрівся з космонавтом у Гурзуфі та створив з натури кілька портретів Юрія Гагаріна, а одну мармурову копію подарував космонавту.
Брав участь у республіканських виставках з 1951 року, у всесоюзних — з 1948 року, у зарубіжних — з 1958 року.

## Відзнаки
Нагороджений
- орденами Червоної Зірки (16 вересня 1943)[3], «Знак Пошани» (1958; за плідну участь у декаді мистецтва Киргизької РСР у Москві[4]), Вітчизняної війни II ступеня (6 квітня 1985)[3];
- медалями «За відвагу» (21 січня 1943)[3], «За перемогу над Німеччиною у Великій Вітчизняній війні 1941—1945 рр.», «За перемогу над Японією»[5];
- двома Почесними грамотами Президії Верховної Ради Киргизької РСР.